# Danica Patrick
Danica Sue Patrick (Beloit, Wisconsin; 25 de marzo de 1982) es una expiloto estadounidense de automovilismo de velocidad. Tras seis años en las IndyCar Series (2005-2011), posteriormente compitió en la NASCAR Cup Series.
Fue nombrada debutante del año en la temporada 2005 de la IndyCar, año en que finalizó cuarta en las 500 millas de Indianápolis. En abril de 2008 se convirtió en la primera mujer en ganar una carrera en la IndyCar, cuando obtuvo la victoria en el óvalo Twin Ring Motegi. La piloto logró un total de ocho podios, entre ellos un tercer lugar en la edición 2009 de las 500 millas de Indianápolis, lo que ha sido su mejor resultado en esa pista y el mejor resultado para una mujer en la historia del evento. Además, Patrick finalizó quinta en el campeonato 2009, sexta en 2008 y séptima en 2007, acumulando 20 top 5 en 115 carreras. Su último año en la IndyCar fue el 2011.
En 2010 inició su transición a los stock cars, al debutar en la NASCAR Nationwide Series, manejando el automóvil número 7 del equipo JR Motorsports. En 2011, dentro de la NASCAR Nationwide Series, Patrick ha sido la primera mujer en liderar una vuelta en el Daytona International Speedway. Tuvo su mejor resultado, cuarto, en la NASCAR Nationwide Series el 5 de marzo del 2011 en Las Vegas Motor Speedway. Con esto, Danica impuso un récord al tener el mejor resultado para una mujer en una carrera nacional de la NASCAR. A partir de 2013, empezó a competir a tiempo completo para el equipo Stewart-Haas Racing, conduciendo el coche N.º 10. A finales de agosto de 2014 obtuvo el sexto puesto en la carrera de Atlanta de la Copa NASCAR, siendo uno de sus mejores resultados, ya que en febrero de 2017, lograría finalizar el Clash At Daytona en el cuarto puesto, siendo este su mejor resultado en la Cup Series de NASCAR.

## Carrera

### Inicios
Patrick empezó a competir en karting en 1992, donde ganó varios campeonatos nacionales. A los 16 años se trasladó a Inglaterra para avanzar en su carrera automovilística. donde participó en la Fórmula Ford y la Fórmula Vauxhall, llegando en segundo lugar en el Britain's Formula Ford Festival el mejor resultado para una mujer.
En 2002 Patrick empezó a competir para Bobby Rahal en los Estados Unidos, después de varias carreras en la Barber Pro Series, participó en la Fórmula Atlantic en el equipo Rahal Letterman Racing, donde ganó una pole y obtuvo varios podios sin embargo no logró ganar una carrera quedando tercera en el campeonato.

## IndyCar Series

### 2005
Después de la temporada 2004 de la Barber Pro Series se anunció oficialmente que Patrick participaría en la temporada 2005 de la IndyCar Series. El 29 de mayo de 2005, se convirtió en la cuarta mujer en participar en las 500 millas de Indianápolis, después de Janet Guthrie, Lyn St. James y Sarah Fisher. Después de la práctica más rápida del mes (229,88 mph /370 km/h) durante la mañana del primer día de clasificación, ella cometió un error en su vuelta de clasificación, fallando en su intento de capturar la pole position, la cual obtuvo Tony Kanaan.
Sin embargo la cuarta posición de Patrick fue la mejor clasificación para una mujer en las 500 millas de Indianápolis. También se convirtió en la primera mujer en liderar esa carrera. Sin embargo, tras cometer errores cruciales, terminó la carrera en cuarto lugar, la misma posición en que inició.
En la carrera, el automóvil de Patrick sufrió daños en un accidente que involucró a otros tres pilotos, teniendo que hacer una parada adicional. Cuando los líderes entraron a pits en la vuelta 172, Patrick pasó a ocupar la primera posición, el eventual ganador de la carrera y campeón de la temporada 2005 Dan Wheldon la adelantó en la vuelta 194 en la cual se vio forzada a disminuir la velocidad para conservar combustible. Posteriormente fue adelantada por Bryan Herta y por Vítor Meira. Sin embargo el cuarto lugar de Patrick fue el mejor resultado obtenido por una mujer en las Indy 500, mejorando el récord de Janet Guthrie, que llegó novena en 1978.
El 2 de julio de 2005, Patrick consiguió su primera pole position compitiendo para el equipo Rahal Letterman Racing en Kansas, convirtiéndose en la segunda mujer en lograr una pole desde Sarah Fisher en 2002. El 13 de agosto consiguió su segunda pole en Kentucky Speedway, y posteriormente logró una tercera en Chicagoland empatando el récord de Tomas Scheckter de más poles en una temporada para un novato.
Finalizó la temporada 2005 de la IndyCar Series, en 12º lugar con 325 puntos, ganando el premio de novato del año.

### 2006

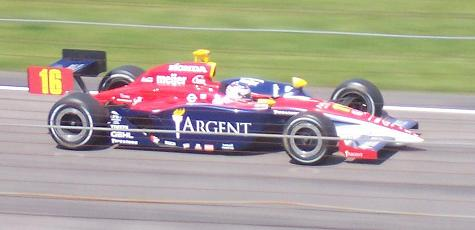
Patrick en las 500 millas de Indianápolis de 2006.

Patrick compitió en la temporada 2006 de la IndyCar Series. En la primera carrera de la temporada, en Homestead, se clasificó tercera detrás de Hélio Castroneves y Sam Hornish Jr.. En las 500 millas de Indianápolis, Patrick inició la carrera octava llegando en la misma posición.
Después llegó cuarta en Nashville y en Milwaukee Mile empatando sus mejores resultados en carrera. En Míchigan, su coche se quedó sin combustible a tres vueltas del final llegando decimoséptima. En Kentucky y Sears Point finalizó octava.
En su última carrera con Rahal Letterman Racing en Chicagoland, Patrick finalizó decimosegunda quedando novena en la clasificación final.
En mayo publicó su autobiografía, Danica: Crossing the Line. En noviembre, March of Dimes le otorgó el premio a la deportista del año por su dedicación y éxito.

### 2007

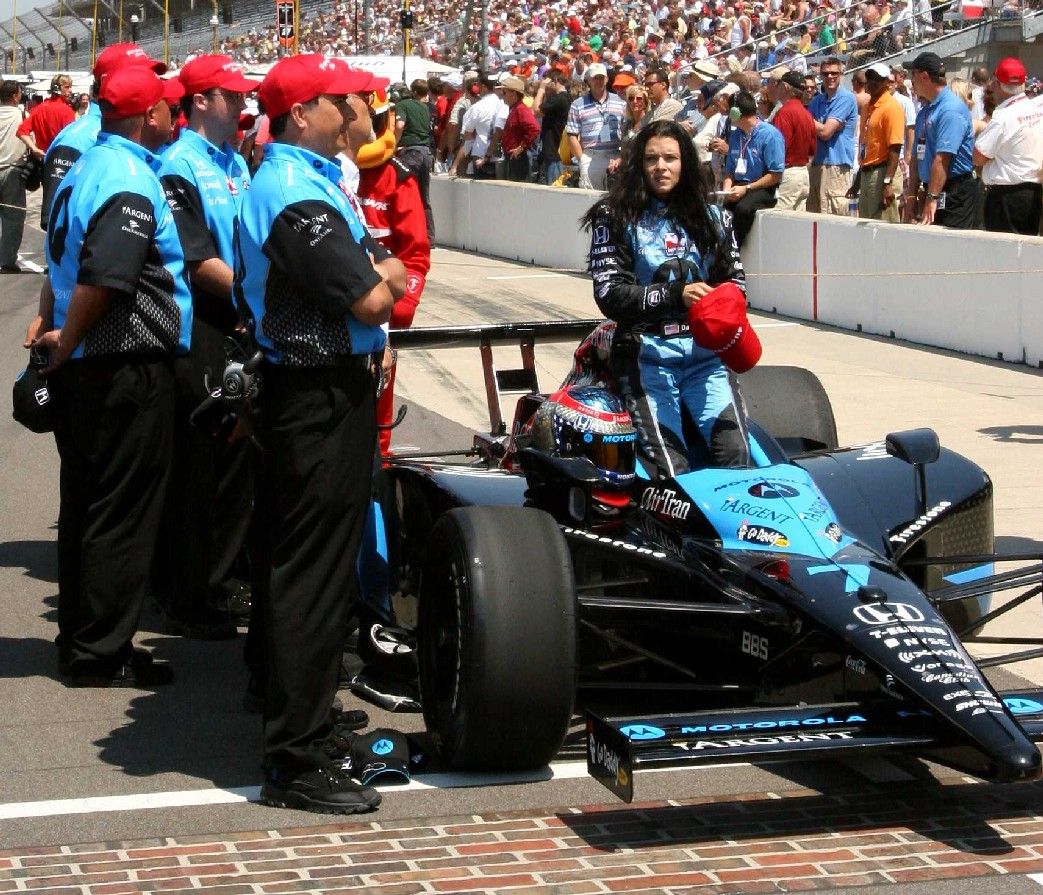
Danica Patrick después de clasificar para la edición 2007 de las 500 millas de Indianápolis.

El 25 de julio de 2006, Patrick anunció que había firmado un contrato para competir con el equipo Andretti Green Racing, para reemplazar a Bryan Herta en 2007.
El 24 de marzo en su primera carrera con el equipo Andretti Green Racing en Homestead finalizó decimocuarta tras chocar contra la pared en la vuelta 154. Posteriormente finalizó octava en San Petersburgo, 11.ª en Motegi y 7ª en Kansas.
En las 500 millas de Indianápolis, Patrick finalizó octava, durante la carrera llegó a ocupar el segundo lugar. Posteriormente en Milwaukee, tuvo una mala clasificación sin embargo logró llegar hasta el quinto lugar antes de chocar con Dan Wheldon. Patrick logró seguir en carrera pero debido al choque su automóvil sufrió daño aerodinámico finalizando en el octavo lugar.
Posteriormente en Texas lideró la mayor parte de la carrera pero no pudo ganar finalizando tercera a menos de un segundo del vencedor Sam Hornish Jr., obteniendo su primer podio.
Posteriormente en Iowa se vio involucrada en múltiples choques finalizando decimotercera, en la siguiente carrera en Richmond finalizó sexta, posteriormente finalizó decimoprimera en Watkins Glen, y luego obtuvo su segundo podio llegando tercera en Nashville, posteriormente en Mid-Ohio finalizó quinta.
Después tuvo malos resultados retirándose en Míchigan y en Kentucky, su suerte mejoraría en Infineon donde finalizó sexta.
En Detroit, Patrick inició la carrera en undécima posición involucrada en dos accidentes de los que pudo salir sin sufrir daño. En la vuelta final cuando se encontraba en quinta posición, Buddy Rice, Scott Dixon y Dario Franchitti estuvieron involucrados en un accidente. Patrick fue capaz de evitar una colisión con alguno de ellos y finalizó en segundo lugar. Este fue su único podio en circuitos mixtos en su etapa en la IndyCar.
En la última carrera de la temporada en Chicagoland, Patrick se encontraba en sexto lugar a siete vueltas del final, pero debido a una parada adicional finalizó decimoprimera.
En la temporada 2007 Patrick logró tres podios y finalizó séptima en el campeonato de pilotos.

### 2008

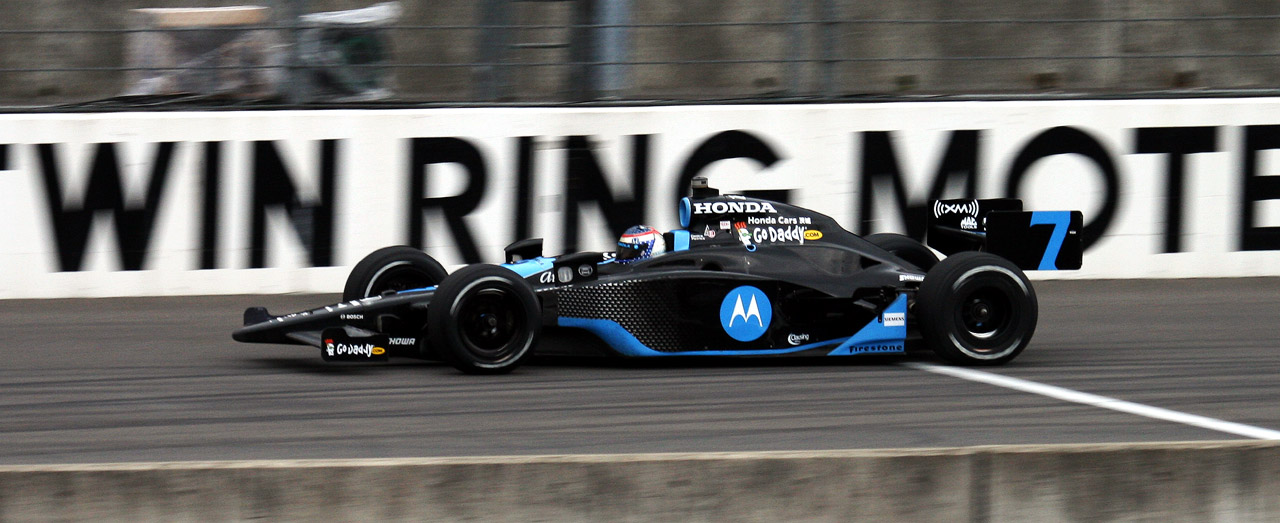
Patrick ganó su primera carrera en la IRL en 2008 en Indy Japón 300.

En la primera carrera de 2008 Patrick llegó en sexto lugar en Homestead seguido de un sexto lugar en San Petersburgo.
El 20 de abril de 2008, Patrick se convirtió en la primera mujer en ganar una carrera de la IndyCar Series, tras conquistar las 300 millas de Japón en el óvalo de Twin Ring Motegi. Patrick terminó 5.8594 segundos por adelante del brasileño Helio Castroneves, que había liderado la carrera desde la primera vuelta y perdió el liderazgo en la vuelta 198 de 200, luego de dejarla pasar creyendo que estaba rebasada por una vuelta.
En una de sus entrevistas, Patrick expresó: "Finalmente… después de tanto tiempo", dijo Patrick. "Fue una carrera con un uso estratégico del combustible, pero mi equipo hizo un trabajo perfecto. Yo sabía que llevaba la misma estrategia que Helio y cuando lo adelanté para liderar la carrera, no podía creerlo esto es fabuloso.
Posteriormente en Kansas Speedway tuvo que retirarse debido a problemas mecánicos. El 25 de mayo, durante las 500 millas de Indianápolis, se retiró debido a una colisión en la línea de pits con Ryan Briscoe.
Posteriormente Patrick finalizó novena en Milwaukee y décima en Texas, ambas carreras finalizaron bajo condiciones de bandera amarilla. En Iowa y Richmond finalizó en sexto lugar. Patrick finalizó la temporada 2008 en el sexto lugar mejorando de nuevo la posición obtenida en la temporada anterior. Patrick es uno de los pilotos de reserva del equipo de Estados Unidos de A1 Grand Prix de la temporada 2008-2009.

### 2009

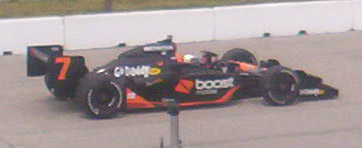
Patrick durante el Gran Premio de Toronto.

En las 3 primeras carreras obtiene abandono, 4.º y 5.º respectivamente, posteriormente en las 500 millas de Indianápolis queda 3ª (sumando 35 puntos), mejorando el 4.º lugar obtenido en 2005 y siendo la primera mujer en terminar entre los tres primeros de la mítica prueba.
En Milwaukee y Texas termina 5.ª y 6.ª respectivamente. En Toronto, tuvo una excelente actuación finalizando en el 6º lugar, saliendo desde la posición 18. Patrick terminó en el 5.º lugar del campeonato de pilotos con cinco top 5, siendo el mejor resultado que ha obtenido en la categoría.

### 2010

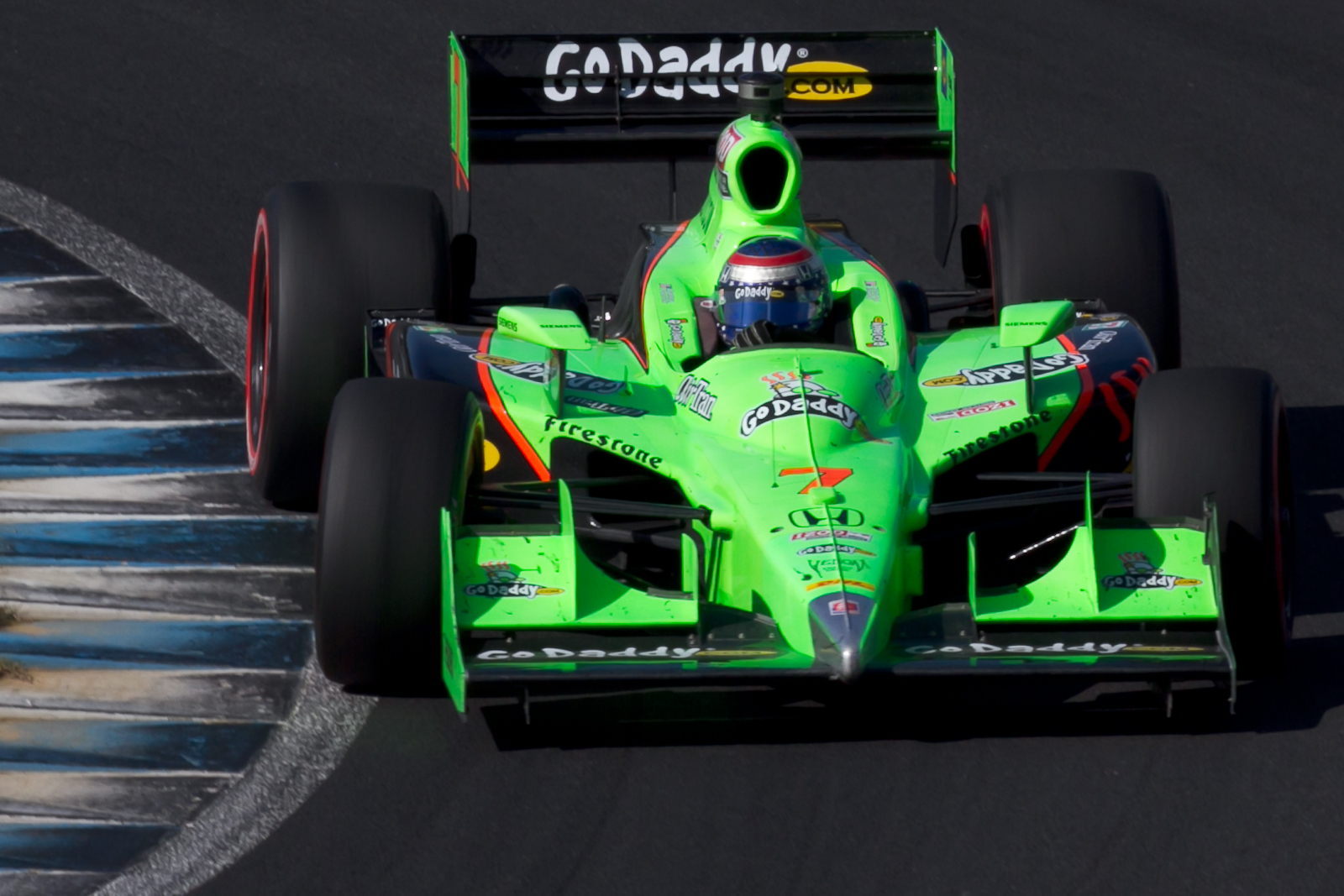
Patrick en 2011.

En 2010, Danica continuó con el equipo, ahora llamado Andretti Autosport, pilotando el coche número 7 patrocinado por GoDaddy.com. En las 500 millas sólo pudo clasificar 23.ª, pero remontó posiciones para terminar la carrera en 6.ª plaza. Sus mejores resultados de la temporada fueron dos segundos puestos en Texas y Homestead, siendo la primera vez desde 2007 que logra más de un podio en un año, y finalmente obtuvo el 10.º lugar en el campeonato. Además, marcó un nuevo récord de carreras consecutivas sin abandonar, con 33.

## Especulaciones de Fórmula 1
- Estaba previsto que, en noviembre de 2008, Danica probara un coche de Fórmula 1 participando en un test con el equipo Honda,[21] algo que finalmente no pudo llevarse a cabo porque dicha escudería se retiró de la categoría.[22] Previamente, Danica ya había rechazado un test con BAR Honda.[23]
- El futuro equipo de Fórmula 1 US F1 consideró contratar a Patrick como piloto para la Temporada 2010 de Fórmula 1.[24][25] Sin embargo, Danica dijo en una conferencia de prensa en West Allis, Wisconsin que no recibió ninguna llamada y que no tenía planes de dejar la IndyCar.[26] Finalmente, todo quedó en rumores y la nueva escudería ni siquiera llegó a competir.
- Bernie Ecclestone declaró que tener a Danica en la F1 sería "un anuncio perfecto".[27]
- Aunque años después mostraría su desinterés sobre el Campeonato Mundial de Fórmula 1 por las experiencias anteriores, en una entrevista reciente, Danica expresó sobre su llegada a la F1 con la posibilidad de competir con el equipo Haas Formula: "Es posible, pero nadie me ha dicho nada", en el cual, no ha negado una posible llegada a la F1 en la temporada 2016 junto al nuevo equipo Haas Formula. Recientemente, Gene Haas, el propietario del futuro equipo, dijo que la famosa norteamericana "sería la piloto ideal" para su nueva aventura en la F1, pero que tendría el inconveniente de la edad.[28]

## NASCAR

### Nationwide Series

#### 2010-2013

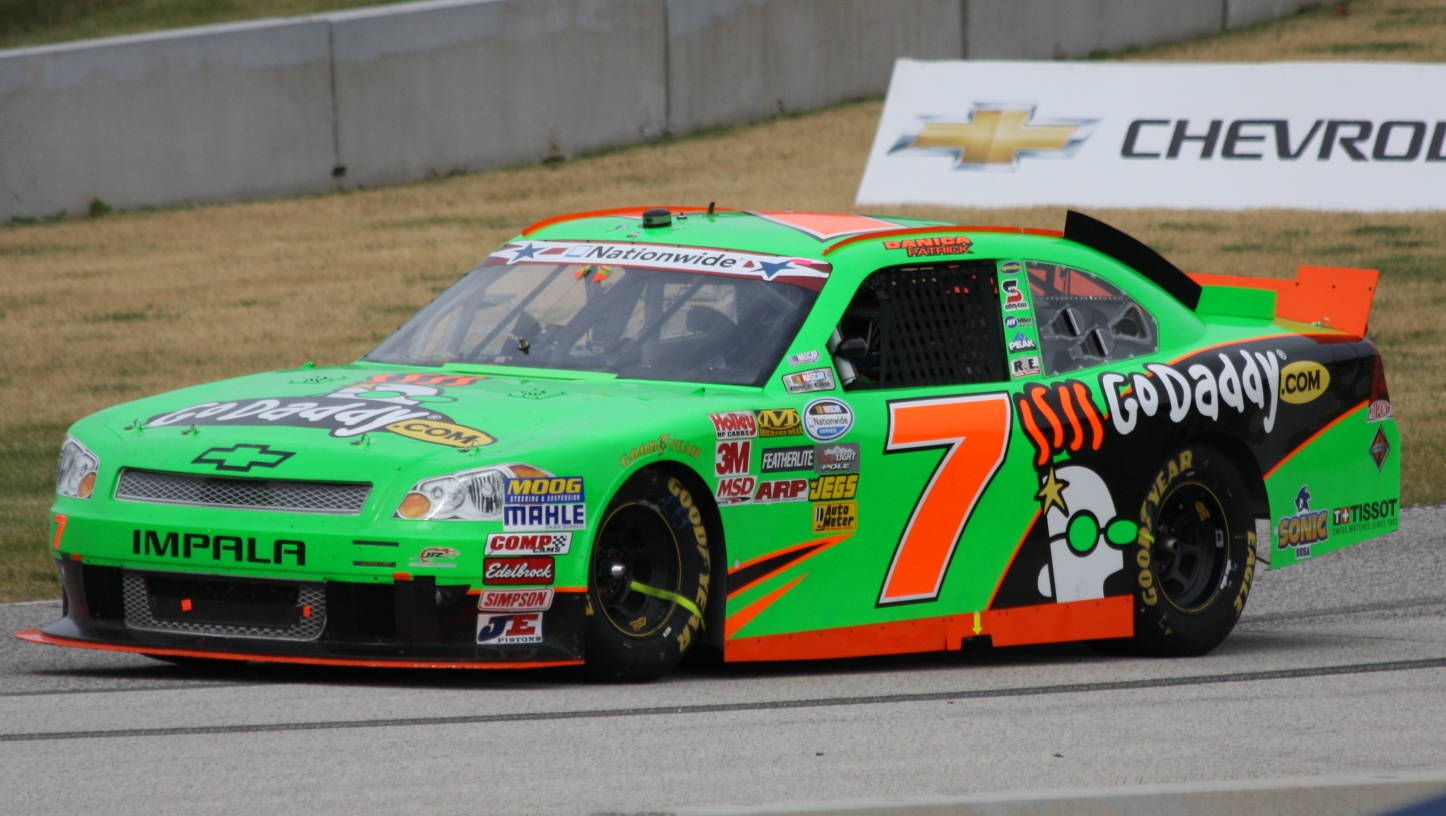
Patrick en la NASCAR Nationwide Series en 2012

Inició su carrera en febrero de 2010, para el equipo JR Motorsports con el patrocinio de GoDaddy.com, su debut fue el día 13 de febrero en Daytona, carrera en la cual se vio involucrada en un accidente de 12 autos. Tras lo cual tuvo un año regular. Finalizó en la posición 43 en la tabla de puntos.
Continuó su carrera en 2011, con el mismo equipo. El 5 de marzo, en Las Vegas Motor Speedway, finalizó en cuarto lugar, siendo la primera mujer en terminar una carrera en el Top 10. Luego en julio finalizó en la posición 10 en Daytona. 
En 2012, ganó la pole position para la DRIVE4COPD 300 en Daytona, siendo la segunda mujer en ganar una pole en esta serie, la primera fue Shawna Robinson en la Busch Series en 1994. 
En 2013 participó a medio tiempo para el equipo Turner Scott Motorsports, siendo su último año en la Nationwide Series, aunque participó en una carrera en 2014.

### NASCAR Cup Series

#### 2012
El 4 de noviembre de 2011, se anunció que Danica compartiría el auto N.º 10 del equipo Tommy Baldwin Racing, junto a David Reutimann, en alianza con SHR.

#### 2013
Debido a su gran participación en 2012, Stewart-Haas Racing decidió contar con Patrick para una temporada a tiempo completo, conduciendo el Chevrolet N.º 10, apenas inició la temporada, ganó la pole position para la edición de ese año de las 500 millas de Daytona, siendo la primera vez que una mujer en la Máxima categoría de NASCAR. Pero además en la Daytona 500, logró otra hazaña: En la vuelta 90 alcanzó a liderar la carrera adelantando a Matt Kenseth, siendo la primera mujer en liderar esa carrera. Finalizó la carrera en la octava posición, siendo la primera vez que una mujer logra finalizar en el top 10 en los más de 50 años de existencia de la Daytona 500. 
En Phoenix, finalizó 38.º, luego de un percance con David Ragan. En Las Vegas, finalizó 33º, En Fontana finalizó 25º, mientras que en Martinsville finalizó 12º. En la tabla de puntos finalizó 27º.

#### 2014
En este año, recibiría a sus nuevos compañeros Kevin Harvick y Kurt Busch, iniciando en la Sprint Unlimited, donde tuvo un gran incidente, incluyendo a su pareja, Ricky Stenhouse Jr., quien accidentalmente chocó a Danica. En el Duelo 2 Budweiser, inició y finalizó 30.º. En la Daytona 500, inició 27º,  y tras unas 6 horas de intensa lluvia, en el reinicio se colocó en la primera posición liderando 2 vueltas. Luego en la vuelta 145, se vio involucrada en otro gran incidente, junto a Kevin Harvick, Brian Scott y Aric Almirola, tras lo cual finalizó 40.º en la carrera. 
Más adelante, en Talladega, lideró durante 6 vueltas en la carrera (siendo la primera mujer en liderar una carrera en Talladega). Finalizó el año en 28º lugar en la tabla de puntos.

#### 2015

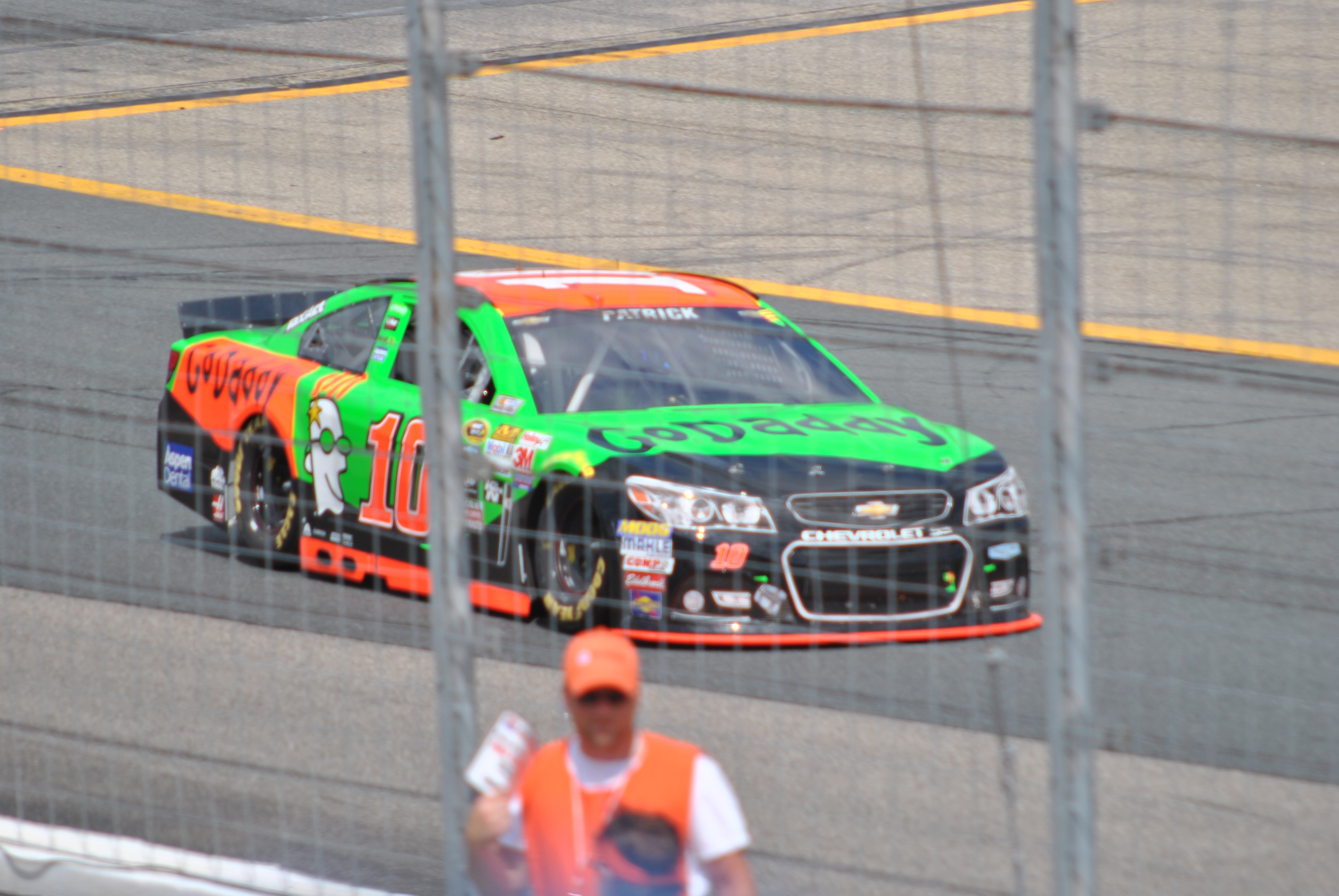
Patrick en la NASCAR Cup Series em 2015

Patrick empezó el año con un 10.º puesto en la Sprint Unlimited. Luego en el Budweiser Duel 2, tuvo un accidente provocado por Denny Hamlin, tras lo cual al Final de Carrera, Patrick se enfrentó a Hamlin. Finalizó 21.º en la Daytona 500. En noviembre, en Martinsville, tuvo un incidente con David Gilliland, primero Gilliland tocó a Danica, tras lo cual ella lo tocó dos veces. por lo que fue multada por 50.000 USD. En la tabla de puntos finalizó 24º.

#### 2016
En 2016, ya con un patrocinador nuevo, Nature´s Bakery inició el año con un 35º puesto en la Daytona 500. Luego en Auto Club 400 en Fontana, tuvo un incidente con Kasey Kahne, tras lo cual le reclamó con gestos, Patrick fue multada por 20.000 USD por el hecho. Luego en Talladega, tuvo un accidente muy fuerte, con Matt Kenseth, donde el Chevrolet de Danica chocó a gran velocidad contra la Barrera SAFER, pero de igual manera el auto quedó muy dañado, en tanto que Matt dio una vuelta de campana contra el muro. Finalizó en 24º lugar en los puntos, al igual que en 2015.

#### 2017
En 2017, nuevamente cambiaría de patrocinador. Tras el retiro de Tony Stewart, se dieron cambios en el equipo, tanto en la marca (de Chevrolet a Ford), el nuevo piloto Clint Bowyer, y luego el patrocinador de Patrick. SHR demandó a Nature´s Bakery por unos 31 millones de Dólares, tras el "Incumplimiento de Contrato" de la empresa de patrocinio. Tras la demanda, se confirmó que Aspen Dental sería el nuevo patrocinador de Danica, en tanto que Tax-Act, sería el segundo patrocinador.
Finalizó cuarta en el Clash de Daytona, una carrera especial no puntuable, siendo su mejor resultado en la Cup Series. En los Duelos de Daytona finalizó en la sexta posición, por lo que largó las 500 Millas de Daytona en la sexta fila- Finalizó décima en la primera etapa y quinta en la segunda etapa, pero abandonó al no poder zafar de una carambola.
Patrick obtuvo un décimo puesto en Dover 1, un undécimo en la Brickyard 400 y un decimotercero en New Hampshire 1, quedando lejos de clasificar a la postemporada.

#### 2018
A fines de 2017, Patrick anunció que dejará de competir a temporada completa, y planea correr solamente las 500 Millas de Daytona y retornas a las 500 Millas de Indianápolis.

## Resultados

### Barber Dodge Pro Series
(Clave) (negrita indica pole position) (cursiva indica vuelta rápida)

| Año  | 1   | 2   | 3   | 4   | 5     | 6     | 7     | 8      | 9   | 10     | Pos. | Puntos | Ref    |
| ---- | --- | --- | --- | --- | ----- | ----- | ----- | ------ | --- | ------ | ---- | ------ | ------ |
| 2002 | SEB | LIM | LAG | POR | TOR 7 | CLE 7 | VAN 4 | MDO 11 | ROA | MTL 22 | 13.ª | 35     | [ 29 ] |

### Toyota Atlantic Championship
(Clave) (negrita indica pole position) (cursiva indica vuelta rápida)

| Año  | Equipo     | 1     | 2      | 3     | 4      | 5      | 6     | 7      | 8     | 9      | 10    | 11    | 12    | Pos. | Puntos | Ref    |
| ---- | ---------- | ----- | ------ | ----- | ------ | ------ | ----- | ------ | ----- | ------ | ----- | ----- | ----- | ---- | ------ | ------ |
| 2003 | Team Rahal | MTY 3 | LBH 14 | MIL 6 | LS 13  | POR 6  | CLE 5 | TOR 10 | TRR 5 | MDO 10 | MTL 7 | DEN 5 | MIA 2 | 6.ª  | 109    | [ 30 ] |
| 2004 | Team Rahal | LBH 5 | MTY 3  | MIL 4 | POR1 2 | POR2 7 | CLE 3 | TOR 4  | VAN 4 | ROA 4  | DEN 5 | MTL 4 | LS 8  | 3.ª  | 269    | [ 30 ] |

| Años | Equipos | Carreras | Poles | Victorias | Podios | Top 10s | Campeonatos | Ref    |
| ---- | ------- | -------- | ----- | --------- | ------ | ------- | ----------- | ------ |
| 2    | 1       | 24       | 1     | 0         | 5      | 22      | 0           | [ 30 ] |

### IndyCar Series
(Clave) (negrita indica pole position) (cursiva indica vuelta rápida)

| Año  | Equipo                 | Chasis  | Motor     | 1        | 2      | 3      | 4      | 5       | 6       | 7      | 8      | 9      | 10     | 11     | 12     | 13     | 14     | 15     | 16     | 17     | 18     | 19      | Pos. | Puntos | Ref    |
| ---- | ---------------------- | ------- | --------- | -------- | ------ | ------ | ------ | ------- | ------- | ------ | ------ | ------ | ------ | ------ | ------ | ------ | ------ | ------ | ------ | ------ | ------ | ------- | ---- | ------ | ------ |
| 2005 | Rahal Letterman Racing | Panoz   | Honda     | HMS 15   | PHX 15 | STP 12 | MOT 4  | INDY 4  | TXS 13  | RIR 10 | KAN 9  | NSH 7  | MIL 19 | MIS 20 | KTY 16 | PPI 8  | SNM 20 | CHI 6  | WGL 16 | FON 18 |        |         | 12.ª | 325    | [ 31 ] |
| 2006 | Rahal Letterman Racing | Panoz   | Honda     | HMS DNS1 | STP 6  | MOT 8  | INDY 8 | WGL 8   |         |        |        |        |        |        |        | SNM 8  |        |        |        |        |        |         | 9.ª  | 302    | [ 32 ] |
| 2006 | Rahal Letterman Racing | Dallara | Honda     |          |        |        |        |         | TXS 12  | RIR 15 | KAN 11 | NSH 4  | MIL 4  | MIS 17 | KTY 8  |        | CHI 12 |        |        |        |        |         | 9.ª  | 302    | [ 32 ] |
| 2007 | Andretti Green Racing  | Dallara | Honda     | HMS 14   | STP 8  | MOT 11 | KAN 7  | INDY 8  | MIL 8   | TXS 3  | IOW 13 | RIR 6  | WGL 11 | NSH 3  | MDO 5  | MIS 7  | KTY 16 | SNM 6  | DET 2  | CHI 11 |        |         | 7.ª  | 424    | [ 33 ] |
| 2008 | Andretti Green Racing  | Dallara | Honda     | HMS 6    | STP 10 | MOT 12 | LBH2   | KAN 19  | INDY 22 | MIL 9  | TXS 10 | IOW 6  | RIR 6  | WGL 14 | NSH 5  | MDO 12 | EDM 18 | KTY 11 | SNM 5  | DET 16 | CHI 10 | SRF 183 | 6.ª  | 379    | [ 34 ] |
| 2009 | Andretti Green Racing  | Dallara | Honda     | STP 19   | LBH 4  | KAN 5  | INDY 3 | MIL 5   | TXS 6   | IOW 9  | RIR 5  | WGL 11 | TOR 6  | EDM 11 | KTY 8  | MDO 19 | SNM 16 | CHI 12 | MOT 6  | HMS 19 |        |         | 5.ª  | 393    | [ 35 ] |
| 2010 | Andretti Autosport     | Dallara | Honda     | SAO 15   | STP 7  | ALA 19 | LBH 16 | KAN 11  | INDY 6  | TXS 2  | IOW 10 | WGL 20 | TOR 6  | EDM 15 | MDO 21 | SNM 16 | CHI 14 | KTY 9  | MOT 5  | HMS 2  |        |         | 10.ª | 367    | [ 36 ] |
| 2011 | Andretti Autosport     | Dallara | Honda     | STP 12   | ALA 17 | LBH 7  | SAO 23 | INDY 10 | TXS 16  | TXS 8  | MIL 5  | IOW 10 | TOR 19 | EDM 9  | MDO 21 | NHM 6  | SNM 21 | BAL 6  | MOT 11 | KTY 10 | LVS C4 |         | 10.ª | 314    | [ 37 ] |
| 2018 | Ed Carpenter Racing    | Dallara | Chevrolet | STP      | PHX    | LBH    | ALA    | IMS     | INDY 30 | DET    | DET    | TXS    | ROA    | IOW    | TOR    | MDO    | POC    | GTW    | POR    | SNM    |        |         | 38.ª | 13     | [ 38 ] |

1 Rahal-Letterman Racing retiró a Danica Patrick y Buddy Rice de la competición cuando su compañero Paul Dana murió en un accidente en la sesión de práctica matinal de la carrera.
2 Debido a la reunificación antes del comienzo de la temporada 2008 de IRL, se estableció un compromiso en el que se permitió a los equipos correr o, Indy Japan 300 el 20 de abril con las reglas de IRL formula, o el Gran Premio de Long Beach el mismo día con las antiguas reglas del Champ Car formula. Ambas carreras puntuaron al completo para IRL.
3 Carreras no puntuables.
4 Las Vegas Indy 300 fue abandonado después de que Dan Wheldon muriera por al verse involucrado en un accidente masivo en la vuelta 11.
| Años | Equipos | Carreras | Poles | Victorias | Podios | Top 10s | Victorias Indianápolis 500 | Campeonatos |
| ---- | ------- | -------- | ----- | --------- | ------ | ------- | -------------------------- | ----------- |
| 7    | 2       | 114      | 3     | 1         | 7      | 70      | 0                          | 0           |

#### 500 Millas de Indianápolis
| Año  | Chasis  | Motor     | Inicio | Final | Equipo                 |
| ---- | ------- | --------- | ------ | ----- | ---------------------- |
| 2005 | Panoz   | Honda     | 4      | 4     | Rahal Letterman Racing |
| 2006 | Panoz   | Honda     | 10     | 8     | Rahal Letterman Racing |
| 2007 | Dallara | Honda     | 8      | 8     | Andretti Green Racing  |
| 2008 | Dallara | Honda     | 5      | 22    | Andretti Green Racing  |
| 2009 | Dallara | Honda     | 10     | 3     | Andretti Green Racing  |
| 2010 | Dallara | Honda     | 23     | 6     | Andretti Autosport     |
| 2011 | Dallara | Honda     | 25     | 10    | Andretti Autosport     |
| 2018 | Dallara | Chevrolet | 7      | 30    | Ed Carpenter Racing    |

### American Le Mans Series
| Año  | Equipo                 | Clase | Chasis                    | Motor            | Neumáticos | 1   | 2                | 3   | 4   | 5   | 6   | 7   | 8   | 9   | Pos. | Puntos | Ref    |
| ---- | ---------------------- | ----- | ------------------------- | ---------------- | ---------- | --- | ---------------- | --- | --- | --- | --- | --- | --- | --- | ---- | ------ | ------ |
| 2003 | Veloqx Prodrive Racing | GTS   | Ferrari 550-GTS Maranello | Ferrari 5.9L V12 | M          | SEB | ATL gen:10 cla:4 | SON | TRO | MOS | AME | MON | MIA | PET | 23.ª | 10     | [ 39 ] |

### Grand-Am Rolex Sports Car Series
| Año  | Equipo                       | Modelo        | Motor   | Clase | 1         | 2   | 3   | 4   | 5   | 6   | 7    | 8   | 9    | 10   | 11  | 12   | 13  | 14  | Pos.  | Puntos | Ref    |
| ---- | ---------------------------- | ------------- | ------- | ----- | --------- | --- | --- | --- | --- | --- | ---- | --- | ---- | ---- | --- | ---- | --- | --- | ----- | ------ | ------ |
| 2006 | Howard-Boss Motorsports      | Crawford DP03 | Pontiac | DP    | DAY 50/24 | MEX | HOM | LBH | VIR | LAG | PHX  | LRP | WAT1 | DAY2 | BAR | WAT2 | INF | MIL | 106.ª | 7      | [ 39 ] |
| 2009 | Childress-Howard Motorsports | Crawford DP08 | Pontiac | DP    | DAY 8/8   | VIR | NJ  | LAG | WAT | MDO | DAY2 | BAR | WAT2 | CGV  | MIL | HOM  |     |     | 43.ª  | 23     | [ 39 ] |

#### 24 Horas de Daytona
| Año     | Clase | N.º | Equipo                       | Coche                 | Copilotos                              | Vueltas | Pos.   | Pos. Clase |
| ------- | ----- | --- | ---------------------------- | --------------------- | -------------------------------------- | ------- | ------ | ---------- |
| 2006    | DP    | 2   | Howard-Boss Motorsports      | Pontiac Crawford DP03 | Jan Lammers Allan McNish Rusty Wallace | 273     | 50 DNF | 24 DNF     |
| 2009    | DP    | 2   | Childress-Howard Motorsports | Pontiac Crawford DP08 | Andy Wallace Rob Finlay Casey Mears    | 702     | 8      | 8          |
| Fuente: |       |     |                              |                       |                                        |         |        |            |

### NASCAR
(key) (Negrita – Pole position conseguida por tiempo de clasificación. Cursiva – pole position conseguida por la clasificación por puntos o por tiempo de sesiones prácticas. * – Más vueltas lideradas.)

#### Monster Energy Cup Series
| Año  | Equipo              | N.º | Motor | 1      | 2      | 3      | 4      | 5      | 6      | 7      | 8      | 9      | 10     | 11     | 12     | 13     | 14     | 15     | 16     | 17     | 18     | 19     | 20     | 21     | 22     | 23     | 24     | 25     | 26     | 27     | 28     | 29     | 30     | 31     | 32     | 33     | 34     | 35     | 36     | MENCC | Puntos | Ref    |
| ---- | ------------------- | --- | ----- | ------ | ------ | ------ | ------ | ------ | ------ | ------ | ------ | ------ | ------ | ------ | ------ | ------ | ------ | ------ | ------ | ------ | ------ | ------ | ------ | ------ | ------ | ------ | ------ | ------ | ------ | ------ | ------ | ------ | ------ | ------ | ------ | ------ | ------ | ------ | ------ | ----- | ------ | ------ |
| 2012 | Stewart-Haas Racing | 10  | Chevy | DAY 38 | PHO    | LVS    | BRI    | CAL    | MAR    | TEX    | KAN    | RCH    | TAL    | DAR 31 | CLT 30 | DOV    | POC    | MCH    | SON    | KEN    | DAY    | NHA    | IND    | POC    | GLN    | MCH    | BRI 29 | ATL 29 | RCH    | CHI 25 | NHA    | DOV 28 | TAL    | CLT    | KAN 32 | MAR    | TEX 24 | PHO 17 | HOM    | 62.ª  | 01     | [ 40 ] |
| 2013 | Stewart-Haas Racing | 10  | Chevy | DAY 8  | PHO 39 | LVS 33 | BRI 28 | CAL 26 | MAR 12 | TEX 28 | KAN 25 | RCH 29 | TAL 33 | DAR 28 | CLT 29 | DOV 24 | POC 29 | MCH 13 | SON 29 | KEN 23 | DAY 13 | NHA 37 | IND 30 | POC 35 | GLN 20 | MCH 23 | BRI 26 | ATL 21 | RCH 30 | CHI 20 | NHA 27 | DOV 29 | KAN 43 | CLT 20 | TAL 33 | MAR 17 | TEX 25 | PHO 33 | HOM 20 | 27.ª  | 646    | [ 41 ] |
| 2014 | Stewart-Haas Racing | 10  | Chevy | DAY 40 | PHO 36 | LVS 21 | BRI 18 | CAL 14 | MAR 32 | TEX 27 | DAR 22 | RCH 34 | TAL 22 | KAN 7  | CLT 39 | DOV 23 | POC 37 | MCH 17 | SON 18 | KEN 21 | DAY 8  | NHA 22 | IND 42 | POC 30 | GLN 21 | MCH 18 | BRI 27 | ATL 6  | RCH 16 | CHI 19 | NHA 19 | DOV 25 | KAN 16 | CLT 26 | TAL 19 | MAR 34 | TEX 36 | PHO 22 | HOM 18 | 28.ª  | 735    | [ 42 ] |
| 2015 | Stewart-Haas Racing | 10  | Chevy | DAY 21 | ATL 16 | LVS 27 | PHO 26 | CAL 19 | MAR 7  | TEX 16 | BRI 9  | RCH 25 | TAL 21 | KAN 27 | CLT 22 | DOV 15 | POC 37 | MCH 16 | SON 24 | DAY 35 | KEN 34 | NHA 24 | IND 27 | POC 16 | GLN 17 | MCH 25 | BRI 27 | DAR 42 | RCH 19 | CHI 26 | NHA 40 | DOV 21 | CLT 19 | KAN 22 | TAL 27 | MAR 40 | TEX 16 | PHO 16 | HOM 24 | 24.ª  | 716    | [ 43 ] |
| 2016 | Stewart-Haas Racing | 10  | Chevy | DAY 35 | ATL 20 | LVS 21 | PHO 19 | CAL 38 | MAR 16 | TEX 21 | BRI 27 | RCH 24 | TAL 24 | KAN 20 | DOV 13 | CLT 21 | POC 32 | MCH 21 | SON 19 | DAY 27 | KEN 17 | NHA 14 | IND 22 | POC 22 | GLN 21 | BRI 22 | MCH 23 | DAR 24 | RCH 15 | CHI 24 | NHA 18 | DOV 28 | CLT 11 | KAN 18 | TAL 20 | MAR 24 | TEX 24 | PHO 29 | HOM 19 | 24.ª  | 689    | [ 44 ] |
| 2017 | Stewart-Haas Racing | 10  | Ford  | DAY 33 | ATL 17 | LVS 36 | PHO 22 | CAL 26 | MAR 23 | TEX 24 | BRI 36 | RCH 18 | TAL 38 | KAN 36 | CLT 25 | DOV 10 | POC 16 | MCH 37 | SON 17 | DAY 25 | KEN 15 | NHA 13 | IND 11 | POC 15 | GLN 22 | MCH 22 | BRI 25 | DAR 26 | RCH 23 | CHI 18 | NHA 18 | DOV 18 | CLT 38 | TAL 21 | KAN 38 | MAR 17 | TEX 17 | PHO 25 | HOM 37 | 28.ª  | 511    | [ 45 ] |
| 2018 | Premium Motorsports | 7   | Chevy | DAY 35 | ATL    | LVS    | PHO    | CAL    | MAR    | TEX    | BRI    | RCH    | TAL    | DOV    | KAN    | CLT    | POC    | MCH    | SON    | CHI    | DAY    | KEN    | NHA    | POC    | GLN    | MCH    | BRI    | DAR    | IND    | LVS    | RCH    | CLT    | DOV    | TAL    | KAN    | MAR    | TEX    | PHO    | HOM    | 47.ª  | 2      | [ 46 ] |

##### 500 Millas de Daytona
| Año  | Equipo              | Fabricante | Inicio | Final |
| ---- | ------------------- | ---------- | ------ | ----- |
| 2012 | Stewart-Haas Racing | Chevrolet  | 29     | 38    |
| 2013 | Stewart-Haas Racing | Chevrolet  | 1      | 8     |
| 2014 | Stewart-Haas Racing | Chevrolet  | 27     | 40    |
| 2015 | Stewart-Haas Racing | Chevrolet  | 20     | 21    |
| 2016 | Stewart-Haas Racing | Chevrolet  | 16     | 35    |
| 2017 | Stewart-Haas Racing | Ford       | 12     | 33    |
| 2018 | Premium Motorsports | Chevrolet  | 28     | 35    |

#### Nationwide Series
| Año  | Equipo                   | N.º | Motor | 1      | 2      | 3      | 4      | 5      | 6     | 7      | 8      | 9      | 10     | 11     | 12     | 13     | 14     | 15     | 16     | 17     | 18     | 19     | 20     | 21     | 22     | 23     | 24     | 25     | 26     | 27     | 28     | 29     | 30     | 31     | 32     | 33     | 34     | 35     | NNSC  | Puntos | Ref    |
| ---- | ------------------------ | --- | ----- | ------ | ------ | ------ | ------ | ------ | ----- | ------ | ------ | ------ | ------ | ------ | ------ | ------ | ------ | ------ | ------ | ------ | ------ | ------ | ------ | ------ | ------ | ------ | ------ | ------ | ------ | ------ | ------ | ------ | ------ | ------ | ------ | ------ | ------ | ------ | ----- | ------ | ------ |
| 2010 | JR Motorsports           | 7   | Chevy | DAY 35 | CAL 31 | LVS 36 | BRI    | NSH    | PHO   | TEX    | TAL    | RCH    | DAR    | DOV    | CLT    | NSH    | KEN    | ROA    | NHA 30 | DAY    | CHI 24 | GTY    | IRP    | IOW    | GLN    | MCH 27 | BRI    | CGV    | ATL    | RCH    | DOV 35 | KAN    | CAL 30 | CLT 21 | GTY 22 | TEX 22 | PHO 32 | HOM 19 | 43.ª  | 1032   | [ 47 ] |
| 2011 | JR Motorsports           | 7   | Chevy | DAY 14 | PHO 17 | LVS 4  | BRI 33 | CAL    | TEX   | TAL    | NSH    | RCH    | DAR    | DOV    | IOW    | CLT    | CHI 10 | MCH    | ROA    | DAY 10 | KEN    | NHA    | NSH    | IRP    | IOW    | GLN    | CGV 24 | BRI    | ATL    | RCH 18 | CHI    | DOV    | KAN 15 | CLT    | TEX 11 | PHO 21 | HOM 32 |        | 26.ª  | 321    | [ 48 ] |
| 2012 | JR Motorsports           | 7   | Chevy | DAY 38 | PHO 21 | LVS 12 | BRI 19 | CAL 35 | TEX 8 | RCH 21 | TAL 13 | DAR 12 | IOW 30 | CLT 13 | DOV 30 | MCH 18 | ROA 12 | KEN 12 | DAY 31 | NHA 14 | CHI 14 | IND 35 | IOW 11 | GLN 43 | CGV 27 | BRI 9  | ATL 13 | RCH 29 | CHI 12 | KEN 14 | DOV 16 | CLT 11 | KAN 10 | TEX 14 | PHO 10 | HOM 13 |        |        | 10.ª  | 838    | [ 49 ] |
| 2013 | Turner Scott Motorsports | 34  | Chevy | DAY 36 | PHO    | LVS    | BRI    | CAL    | TEX   | RCH    | TAL 39 | DAR    | CLT    | DOV    | IOW    | MCH    | ROA    | KEN    | DAY    | NHA    | CHI    | IND    | IOW    | GLN    | MOH    | BRI    | ATL    | RCH    | CHI    | KEN    | DOV    | KAN    | CLT    | TEX    | PHO    | HOM    |        |        | 128.ª | 01     | [ 50 ] |
| 2014 | Turner Scott Motorsports | 30  | Chevy | DAY 19 | PHO    | LVS    | BRI    | CAL    | TEX   | DAR    | RCH    | TAL    | IOW    | CLT    | DOV    | MCH    | ROA    | KEN    | DAY    | NHA    | CHI    | IND    | IOW    | GLN    | MOH    | BRI    | ATL    | RCH    | CHI    | KEN    | DOV    | KAN    | CLT    | TEX    | PHO    | HOM    |        |        | 108.ª | 01     | [ 51 ] |

#### K&N Pro Series East
| Año  | Equipo         | N.º | Motor | 1   | 2   | 3   | 4   | 5   | 6   | 7   | 8   | 9   | 10    | NKNPSEC | Puntos | Ref    |
| ---- | -------------- | --- | ----- | --- | --- | --- | --- | --- | --- | --- | --- | --- | ----- | ------- | ------ | ------ |
| 2010 | JR Motorsports | 83  | Chevy | GRE | SBO | IOW | MAR | NHA | LRP | LEE | GRE | NHA | DOV 6 | 45.ª    | 155    | [ 52 ] |

### ARCA Racing Series
(key) (Negrita – Pole position conseguida por tiempo de clasificación. Cursiva – pole position conseguida por la clasificación por puntos o por tiempo de sesiones prácticas. * – Más vueltas lideradas.)
| Año  | Equipo         | N.º | Motor | 1     | 2   | 3   | 4   | 5   | 6   | 7   | 8   | 9   | 10  | 11  | 12  | 13  | 14  | 15  | 16  | 17  | 18  | 19  | 20  | ARSC | Puntos | Ref    |
| ---- | -------------- | --- | ----- | ----- | --- | --- | --- | --- | --- | --- | --- | --- | --- | --- | --- | --- | --- | --- | --- | --- | --- | --- | --- | ---- | ------ | ------ |
| 2010 | JR Motorsports | 7   | Chevy | DAY 6 | PBE | SLM | TEX | TAL | TOL | POC | MCH | IOW | MFD | POC | BLN | NJE | ISF | CHI | DSF | TOL | SLM | KAN | CAR | 85.ª | 200    | [ 53 ] |

## Críticas
Antes de su victoria en Motegi, las principales críticas que recibía Patrick eran por no haber ganado una carrera en tres años de permanencia en la categoría, lo que provocaba una gran atención de los medios. También ha sido comparada con otras deportistas como Anna Kournikova por su aparente tendencia a ser promocionada por su look, debido a sus apariciones en FHM en abril de 2003 y Sports Illustrated en junio de 2005 y febrero de 2008.

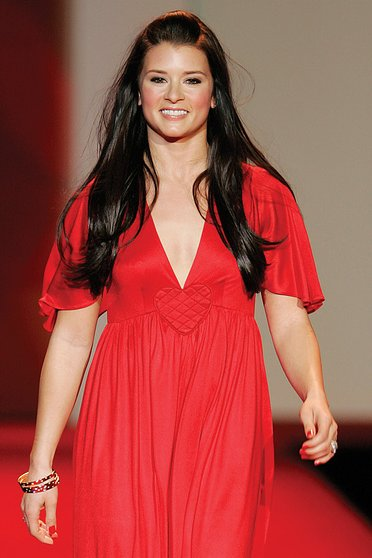
Patrick en la Red Dress Collection para la Heart Truth campaign en 2007.

Antes de 2008, algunos comentaristas, seguidores de la IndyCar, y otros pilotos afirmaban que el bajo peso de Patrick le proporcionaba una ventaja en la IndyCar Series, en la cual hay una regla estricta en cuanto al peso mínimo del automóvil sin piloto (Patrick pesaba 45 kg). El presidente de la IRL Brian Barnhart pensaba que la ventaja es exagerada, afirmando que el peso de Patrick tenía un efecto mínimo en la carrera.
Con la unificación de Champ Car antes de la temporada 2008 las reglas fueron revisadas para que el peso mínimo del automóvil incluyera al piloto; Patrick ganó su primera carrera bajo estas nuevas reglas.

## Otros medios
Entre 2007 y 2008, Patrick fue anfitriona en varios programas de televisión, como Powerblock, Girl Racers, Diggnation Late Show con David Letterman, Late Night con Conan O'Brien.
Patrick apareció en la portada de Sports Illustrated en junio de 2005 después de su participación en la edición 2005 de Indianápolis 500, Playboy le propuso una oferta la cual rechazó. Anteriormente había posado para FHM, apareciendo en la portada de la edición de abril de 2003, en septiembre de 2006 apareció en la portada de Travelgirl Magazine y en febrero de 2008 en Sports Illustrated Swimsuit Issue.

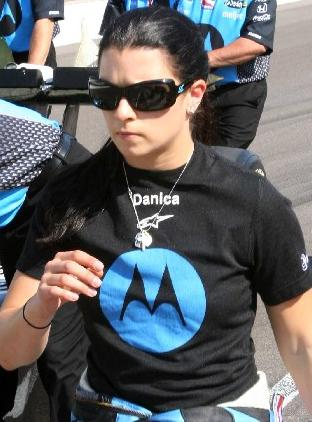
Patrick en las 500 millas de Indianápolis de 2007.

También apareció en un video de Jay-Z llamado Show Me What You Got, donde aparece conduciendo un Pagani Zonda Roadster. 
Recientemente fue elegida la deportista más atractiva en la lista de Victoria's Secret "What is Sexy", mientras que fue elegida como la #42 en 2006 y la #85 en 2007 en la lista de las 100 mujeres más atractivas de FHM.
En 2008, Patrick ganó un Kids Choice Award a la atleta femenina favorita. Repitió galardón en 2012 y 2013.
Danica Patrick es imagen de la firma relojera Tissot.
En 2010, apareció como ella misma en el episodio «How Munched is That Birdie in the Window?», perteneciente a la temporada 22 de la serie Los Simpson, y en el episodio «Pobre y estúpido», perteneciente a la temporada 14 de la serie South Park.
Es un personaje secreto en el juego "Sonic & All-Stars Racing Transformed".

## Vida personal
Danica es hija de T.J. y Bev Patrick. Su padre fue piloto en varios tipos de competencia incluyendo motocross. Patrick se casó con Paul Edward Hospenthal, que anteriormente había sido su terapeuta. La pareja se divorció en noviembre de 2012, tras 7 años de matrimonio. En enero de 2013, Patrick anunció que mantenía una relación con Ricky Stenhouse Jr. que duró hasta diciembre de 2017. Mantuvo una relación con el quarterback de los Green Bay Packers Aaron Rodgers desde 2018 hasta 2020.
Antes de ser piloto Patrick fue animadora en la Hononegah High School cerca de Beloit en 1996.